# Basma Hassan
Basma Ahmed Sayed Hasan (en árabe: بسمة أحمد سيد حسن‎; El Cairo, 7 de diciembre de 1976) es una actriz egipcia.

## Biografía
El padre de Basma es periodista y su madre es activista por los derechos de las mujeres. Es nieta del difunto Youssef Darwish, un judío egipcio y activista comunista.
Estudió literatura inglesa en la Universidad de El Cairo.

## Carrera
Comenzó su carrera actuando en la universidad en la película "El Madyna (La ciudad)" donde el director Yousry Nasrallah la eligió para participar. Sin embargo, intentó ser presentadora de radio y ya había realizado una entrevista en el canal de radio nacional, entonces Nasrallah la seleccionó como parte del elenco de su película Más tarde, actuó en la serie de televisión estadounidense Tyrant.

## Vida privada
El 15 de febrero de 2012, se casó con el activista político Amr Hamzawy, entonces miembro del Parlamento por el Partido Libertad Egipto. La pareja tuvo una hija, Nadia, pero se separaron en 2019.

## Filmografía
- Rasael Al Bahr (Mensajes del mar), 2010
- El viajero, 2009
- Zay El Naharda (Ayer es un nuevo día), 2008: mayo
- Morgan Ahmed Morgan, 2007: Alyaa
- Kashf hesab, 2007: Donia
- Leabet el hob (Juego del amor), 2006: Hanan
- La noche que cayó Bagdad, 2005
- Harim Karim, 2005: Dina
- Men nazret ain (Por un vistazo de un ojo), 2004: Noody
- Al-naama wa al tawoos (avestruz y pavo real), 2002: Samira
- El Nazer, 2000
- El Madyna (Ciudad), 1999: Nadia

## Premios
- Premio a la mejor actriz en el Festival de la Motion Picture Association por su papel en "Zay El Naharda" (2009)
- Premio a la mejor actriz (premios del cine egipcio) por su papel en "Morgan Ahmed Morgan" (2008)
- Premio a la mejor actriz (premios del cine egipcio) por su papel en "Game of Love" (2007)
- Premio a la mejor actriz (Premios del Cine Egipcio) por su papel en "La noche en que cayó Bagdad" (2006).
- Premio del festival "Lights of Safi" en Safi, Marruecos (2006)
- Premios a la mejor cara nueva y a la mejor actriz en la sección árabe del Festival Internacional de Cine de Alejandría por su papel en "Ostrich and Peacock" (2002)[5]